# Panenská (usedlost)

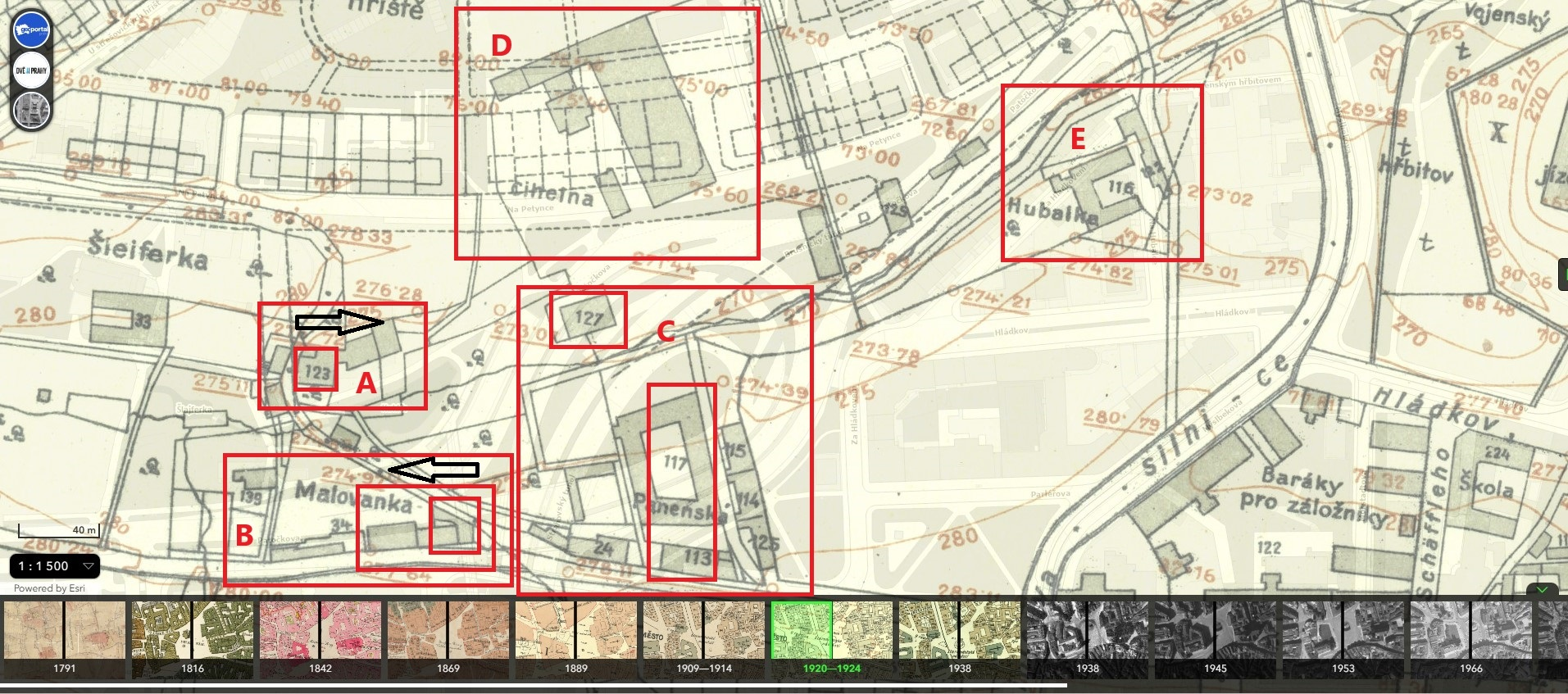
Malovanka a Panenská – průmět mapy 1920–1924 a současné mapy
A: Jediné v současnosti (2025) stojící stavby ze všech staveb z oblastí A–E - čp. 123, "čtyřdům", dříve č. 36. (Panenská - 1., starší část, přistavována postupně od západu k východu: vlastní usedlost, následuje někdejší kočárová kůlna, stáj a až v 19. století přistavěná stodola) (Neoznačené domky za cestou k usedlosti nepatří, patří navíc do Břevnova a ne do Střešovic.)
B: Malovanka (původně samotný nejvýchodnější dům, později "trojdům", podle mapy pak čp. Malovanky 34 převzal naopak nejzápadnější dům). Hájkova hospoda.
C: Panenská - 2. část (novější) - zvýrazněn hřebčinec a kasárna, čp. 124 hospoda Josefa Beneše, později u Březinů (u Březinů přinejmenším v roce 1934)
D: Původně Bachofenova, později Pfeiferova cihelna (bez čp.; zaměstnanci bydleli v činžáku čp. 127, ten se ale, na rozdíl od cihelny, dochoval až do 90. let)
E: Hubálka (zbořena v 50. letech)
Šipky v A a B ukazují směr rozšiřování usedlostí.
B je původní Malovanka, po jejím zboření se začalo říkat Malovanka oblasti A (blízkost, poloha v ulici Na Malovance a navíc pro odlišení od oblasti C, protože bylo jistě dobré moct oblasti A a C nějak odlišit (obojí Panenská), přičemž v C se Panenská zachovala i v názvu ulic Na Panenské (zanikla) a Nad Panenskou.

Panenská nebo Na Panenské je původně označení pro Panenskou vinici, dále pro usedlost, která na ní v 17. století vznikla (čp. 35/36, v současnosti čp. 123 v kvadrantu A na mapce – dosud stojící ruina, „Panenská I“) (německý název obojího byl Jungferngarten, Jungfergarten nebo Weingarten Panenska; německý název ulice Na Panenské během protektorátu byl ovšem Nonnengarten) a také pro opodál stojící výrazně mladší budovy zahrnující hřebčinec (od 1874), kasárna a hospodu (podle zprávy z roku 1877 „Mil. Kaserne u. Restauration“) (tato „Panenská II“ (v kvadrantu C) kolem roku 1900 je zachycena na dobové pohlednici; v pozadí je vidět komín cihelny). Mj. vzhledem k tomu, že všechny budovy ze sektoru C byly zbořeny a čp. 123 v sektoru A je zříceninou, detailnější určení budov je svízelné. Oba kvadranty se nacházejí v Praze 6-Střešovicích. Special-Orts-Repertorien  roku 1885 na samotě (německy Weiler) Panenské uvádí 6 domů a 313 obyvatel, z toho 83 činných vojáků, podle Úplného místopisného slovníku Království Českého z roku 1895 byla Panenská osada náležející k soudnímu okresu Smíchov, v níž byly 4 domy a žilo tam 284 obyvatel (Čechů), Podrobný seznam míst zemí rakouských uvádí k roku 1910 7 domů a 351 osob. Před postavením střešovického kostela sv. Norberta náležela Panenská podle zprávy z roku 1854 ke kostelu sv. Matěje v Šárce, podle zprávy z roku 1879 pak ke kostelu sv. Jana Nepomuckého v trníčku.

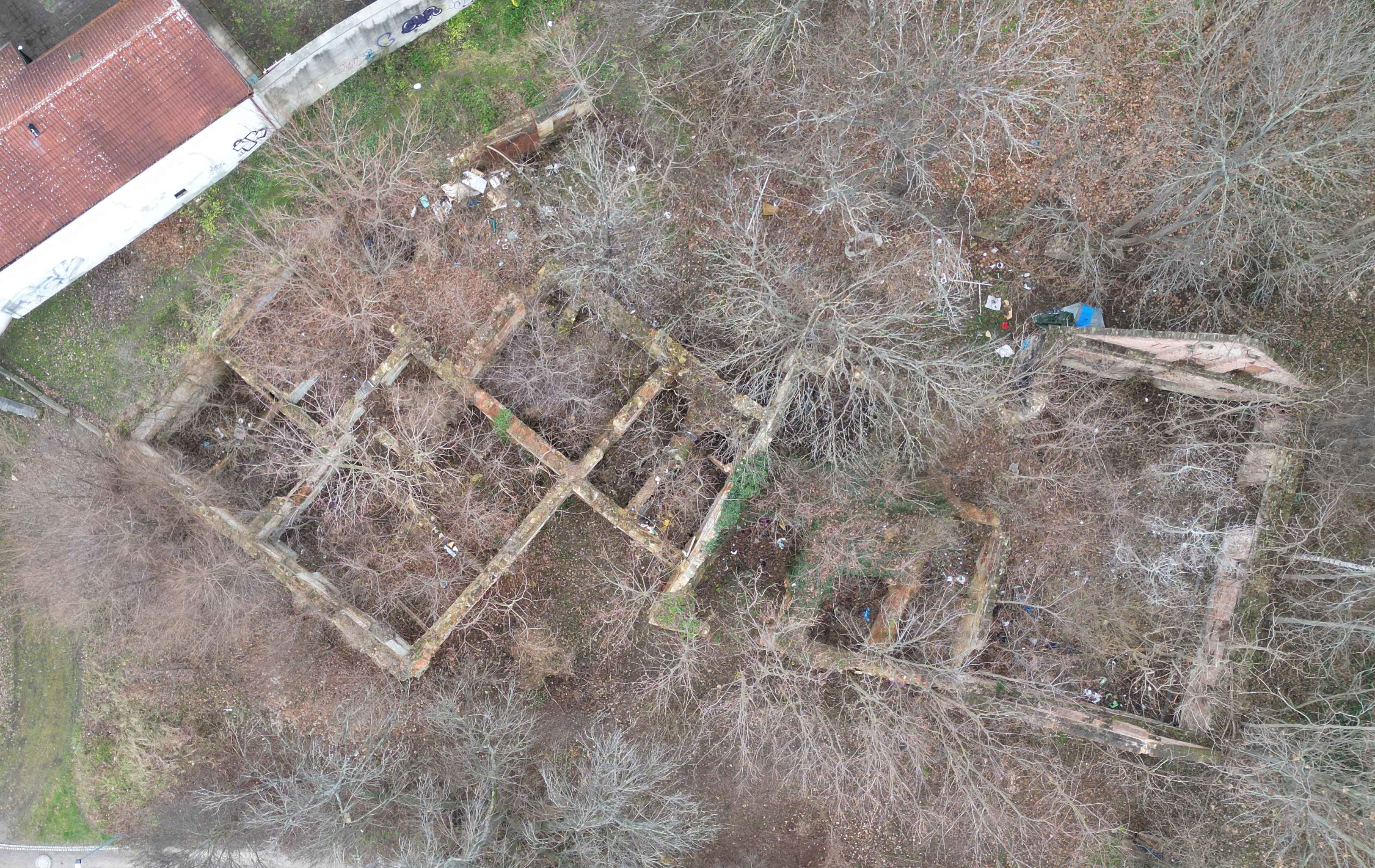
Půdorys usedlosti Panenská (čp. 123) (foto 2024)
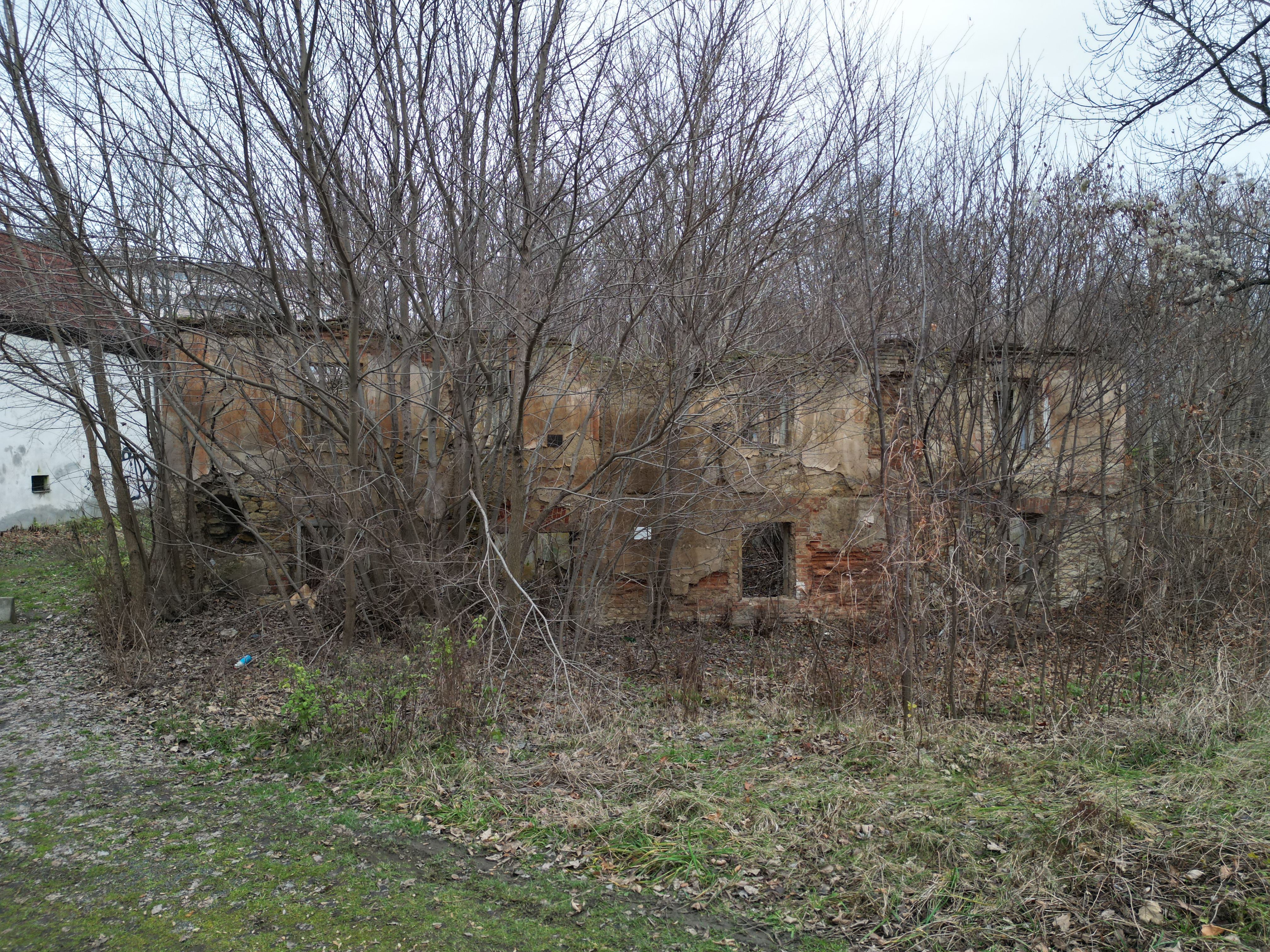
Ruina hlavní budovy usedlosti Panenská (čp. 123) od jihu (foto 2024) (pro srovnání foto z Památkového katalogu ještě se střechou
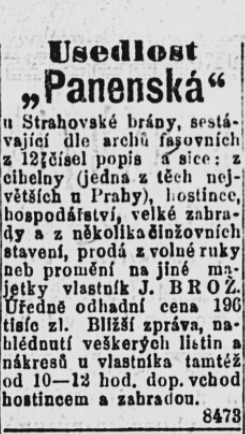
Inzerát na prodej usedlosti Panenská z 20. března 1890 (dotčená čp. = ?))

Hlavní budovou usedlosti byla jediná dosud (2025) stojící budova – ruina (dnes s adresou Na Malovance 123/20 a zároveň Patočkova 123/24, dříve také Na Panenské 123), která je často (např. mapy.cz) označována jako Malovanka. (Památkový katalog ji na popud Wikipedie v lednu 2025 přejmenoval z Malovanky na Panenskou.) Tuto usedlost koupil v roce 1829 Abundius Bachofen z Echtu (1777–1850). Při usedlosti si zřídil cihelnu a v této usedlosti (tehdy s č. 35) 1. dubna 1850 také zemřel.
Nedaleko usedlosti Na Panenské se nacházela také cihelna Na Panenské (nebo jen Panenská, odtud je i přilehlý činžovní dům čp. 127 označován jako cihelna, nešlo ale o cihelnu jako takovou; bydlelo v něm její vedení a zaměstnanci), budovy patřící k usedlosti Panenská stály mimo areál cihelny. Naopak v areálu cihelny, který je vymezen dnešními ulicemi U střešovických hřišť, Sibeliova, Na Hubálce a Na Petynce, se nacházely usedlosti Hubálka a Kašnička (dnes zbořené beze stopy).
| Nížeji wšak wedlé Kantorky cesta k Weleslawínu byla hranicí mezi zbožím Břewnowským a jeptišek kláštera sw. Jiří na hradě Pražském. Jim totiž náležela při potoku Brusnici starodáwná wesnička Týnec, tehdáž ještě wždy tak nazýwaná, s winnicemi na stráni podél ní. Jedna z winnic těchto hned w prawo od cesty k Weleslawínu náležela také ještě wždy některému měštanu Pražskému; wedlé ní byly wšak menší winnice wysazené od kláštera sw. Jiří pod plat, a dále wětší wlastní winnice jeptišek, zdí od nich oddělená, kdež se doposud říká na Panenské. Ostatek stráně až k wýchodnímu konci, kdež se říká na Andělkách, náležela ke zboží Třešowickému kláštera Strahowského. (Tomek 1891) |
| |

## Historie
| Dodnes v ruinách zachovaný dvorec čp. 35 (tzv. Fleglův dvůr) má raně barokní architektonické prvky a pochází zřejmě ze 17. století, není-li z doby ještě dřívější, jako pozůstatek původní středověké zástavby. S tímto dvorem souvisel sousední dům čp. 36. K usedlosti čp. 35 patřily vinice na jižním svahu návrší zvaném Na Panenské, v jejichž místě se od počátku 19. století začala rozvíjet těžba jílu. Právě s touto činností souvisel dům čp. 36, v němž bydlel hrnčíř. (Flegl 1992) |
| |

Vinice byla odnepaměti (podle Kaliny od roku 967) do 20. března 1782 majetkem benediktinek z kláštera svatého Jiří na Pražském hradě, odtud měla také svoje jméno Panenská. K jejímu provozu zde náležel vinný lis a domek zahradníka. V době, kdy pozemky vinice náležely k obci břevnovské, měl lis sv. Jiří č. 35 a obydlí zahradníka sv. Jiří č. 36. Po oddělení vinice od břevnovské obce a přechodu do obce střešovické byla tato čísla přidělena jiným stavbám v Břevnově.
Bachofen z Echtu byl strýc sester Johany Fričové (1809–1849), matky Josefa Václava Friče) a Bohuslavy Rajské. Na usedlosti Panenská požádal František Ladislav Čelakovský Bohuslavu Rajskou o ruku. Událost zaznamenala Rajská ve svém deníku. Pražský denník v roce 1874 uvádí třikrát inzerát na pronájem „laciných letních bytů na vinici Panenské“. V roce 1876,1879 a 1885 se jako majitel usedlosti Panenská (A/C?) uvádí Josef Brož.
Usedlost se opakovaně stala předmětem dražby: v roce 1829, 1888 (usedlost Na Panenské s konskripčními čísly 35 a 36, resp. 123 a 124 stala předmětem exekuční dražby) a 1890. Dražba v roce 1912 byla zrušena („dražba vinice Panenská s hostincem a rozsáhlými pozemky ve Střešovicích byla odvolána“).
K rokům 1936 a 1942 je na adrese Na Panenské 123 uváděn Josef Otto, autodopravce, resp. autodoprava nákladů, k roku 1910 tři různí lidé a k letům 1937–38 pět různých osob (snad spíše byty v sektoru C [?]). Kromě čp. 123 byly všechny budovy usedlosti mezi lety 1953 až 1966 zbořeny při rozšiřování dnešní ulice Patočkova.

## Budovy

### Čp. 35
Zatímco z map je zřejmé, že nynější ruina čp. 123 měla dříve čp. 36, není jasno v tom, která budova měla čp. 35 – toto číslo není zaznamenáno na žádné dostupné mapě.
Teorie:
1. Podle popisu obou relevantních fotografií AHMP[54] měla dnešní ruina č. 35 a 36, ale v novém číslování budova určitě nemá č. 117 (to byl hřebčinec), ale 123.
2. Podle zprávy z Technických listů z roku 1888[55] jde o č. 123 (nebo 124?).
3. Mohlo by jít také o (jedinou) neoznačenou budovu mezi oblastmi A  a B na přiloženém náčrtku.
4. O jinou budovu.

Flegl hovoří ve výše uvedeném citátu (v rámečku) patrně o jiném místě, o Boleslavově (nyní Radimově) ulici čp. 35, součásti Břevnova, nikoli Střešovic.

#### Č. 35 v oblasti Břevnova a Střešovic
1. Boleslavova (dnes Radimova) 35 (sídlo hrnčířské dílny Vácslava Klause, kterou „později v hospodu obrátil“ (později hospoda Stodola; obé podle zprávy z roku 1890), později také hrnčířská dílna Antonína Ťoupala (v AHMP je uložena sousedská stížnost na přílišně kouřící provoz A. Ťoupala, „strojní výroba květináčů, hlíněného nádobí, rour a jiných věcí“ z 14. května 1935)) (dům je zbořen) (dnes Břevnov). Toto číslo bylo vřazeno místo čísla 35 (které měla původně Panenskou I) v 70. letech 90. století.[58] Po zboření tohoto domu převzala čp. 35 nedaleko stojící kolej Kajetánka (Radimova 35/12). Č. 36 prý „odkoupil František Šrůta, lakýrník a domek zde postavil“ (-> ?) (zpráva z roku 1890).[59]
2. Dosud stojící ruina - "čtyřbudova" Panenské I (dnešní adresa Na Malovance 123/20, starší břevnovská čísla 35 a 36) (dnes Střešovice)
3. Dům Střešovice 35 - usedlost "Na Velké", ulice Hlavní, kt. podle materiálu uloženého v AHMP v roce 1927 vlastnila Anna Čiháková - Nad hradním vodojemem 35 (dnes Střešovice)

(Pozn.: Adresu Radimova č. o. 35 mívalo nakladatelstí Scientia, poté, co byl dům kolem roku 2018 zbourán, je převzal nový bytový dům, který byl na tomto místě postaven.)

### Cihelna na Panenské
Cihelnu dal na Panenské před rokem 1840 postavit také Abundus (Abundius) Bachofen z Echtu (zemřel 1. dubna 1850 na svém majetku Panenská 35, pohřben byl na vlastní přání v Šárce) Byla založena v severní části pozemku (později areál koupaliště Petynka). V roce 1835 došlo při terénních úpravách v místě cihelny k objevu raně středověkého pohřebiště. Později zde bylo odkryto vrcholně středověkého sídliště a v roce 1843 se zde uskutečnil první prokazatelný archeologický výzkum sídlištních objektů v Praze. V letech 1894–1904 ji provozoval Franz Pfeifer, v letech 1904–1919 Franz Pfeifer spolu s JUDr. Franzem Ritterem, v letech 1919–1942 Spojené keramické továrny, v letech 1951–1953 Pražské cihelny, Libčice n. Vltavou-Letky, od roku 1953 ÚNV Praha. Zpráva z Poledního listu z 29. května 1938 uvádí, že komín „bývalé (sic?!) cihelny Na Pannenské (sic)“ předchozího dne spadl a zničil nákladní automobil  Jako sídlo strojní cihelny se v roce 1910 uvádí č. 124, majitel Fr. Pfeifer, k roku 1924 pak čp. 127, kde bylo i sídlo pozdějšího podniku Spojené keramické továrny, někdy v letech 1925–30 také č. 128. Národní listy z 24. října 1934 uvádějí, že již „asi před třemi roky“ se do cihelny z polovice sesula silnice, která byla jedinou spojkou s Prahou. Silnice se sice používala i přes zákaz dál, ale tento stav vedl k znesnadnění pronajímání uprázdněných bytů. Vytvoření další cesty mezi ulicí Na Petynce a octárnou prý bránila budova cihelny. Noviny Naše hory z 22. února 1935 uvádějí, že v cihelně na Panenské přespávalo každou noc na 120–130 nuzných, kteří si nemohli dovolit ani ten nejlevnější nocleh. Cihelna stála v místě pozdějšího (dnes již zrušeného) autobazaru, hlína se dobývala mj. v místě dnešního Koupaliště Petynka.

### Vojenský hřebčinec a kasárna
1. října 1874 byl  „v usedlosti p. Brosche“ (sic, snad chyba místo správného Brože) přeložením z Nymburka zřízen vojenský hřebčinec (označován také jako remontní stanice nebo státní ústav hřebecký, německy Staats-Hengsten-Depot nebo Staatshengstendepot) (čp. 117), který byl téhož roku i vystavěn, a velitelská budova kasáren (čp. 113). (Podle schematismu Kais. Königl. Militär-Schematismus für 1875 byl hřebčinec založen už v roce 1789, to je však omyl, na indikační skice z roku 1840 ještě nestojí.) Sídlilo zde pouze jedno oddělení pluku, které mělo ve statku ustájeno mladé koně k základnímu výcviku. Zpráva z Národních listů ze 17. dubna 1882 sděluje: „Stavební ruch za branou Strahovskou jest letos velmi živý, zejmena rozšiřuje se státní hřebčinec pro Čechy na „Panenské", který koupila vláda od manželů Josefa a Marie Brožových za cenu 160.000 zl.“ 
Zpráva z Národní politiky z roku 1888 říká, že „[S]tátní hřebčinec před Strahovskou branou „dvůr Panenská“ spravují: 1 plukovník, 1 rytmistr, 1 účetní poručík a 1 vrchní zvěrolékař.“
Od března do srpna 1898 (kdy tam zvolil hřebce Arda) si do „kardinálských stájí na Panenské“ chodil J. V. Myslbek vybírat předlohu pro koně sv. Václava. Od 1. listopadu 1902 je na Panenskou přeloženo velitelství z Písku a hřebčinec nese název „c. k. státní hřebčinec v Praze“ (tento název je ovšem doložen už v roce 1887)
Počátkem 2. světové války musela československá armáda odejít a německá posádka si přivedla vlastní koně. Kasárna jsou k vidění ve filmu Dobrý voják Švejk. V čp. 113 (s pozdější adresou Parléřova 14) se v činžovním pavlačovém domě nacházelo pracoviště Výzkumného ústavu matematických strojů, kde byl instalován prototyp počítače MSP 2(A). Tato budova stála přinejmenším ještě v roce 1986.

## Panenská na historických mapách

### Praga caput Regni Bohemiae od Folperta van Ouden Allen, před rokem 1685

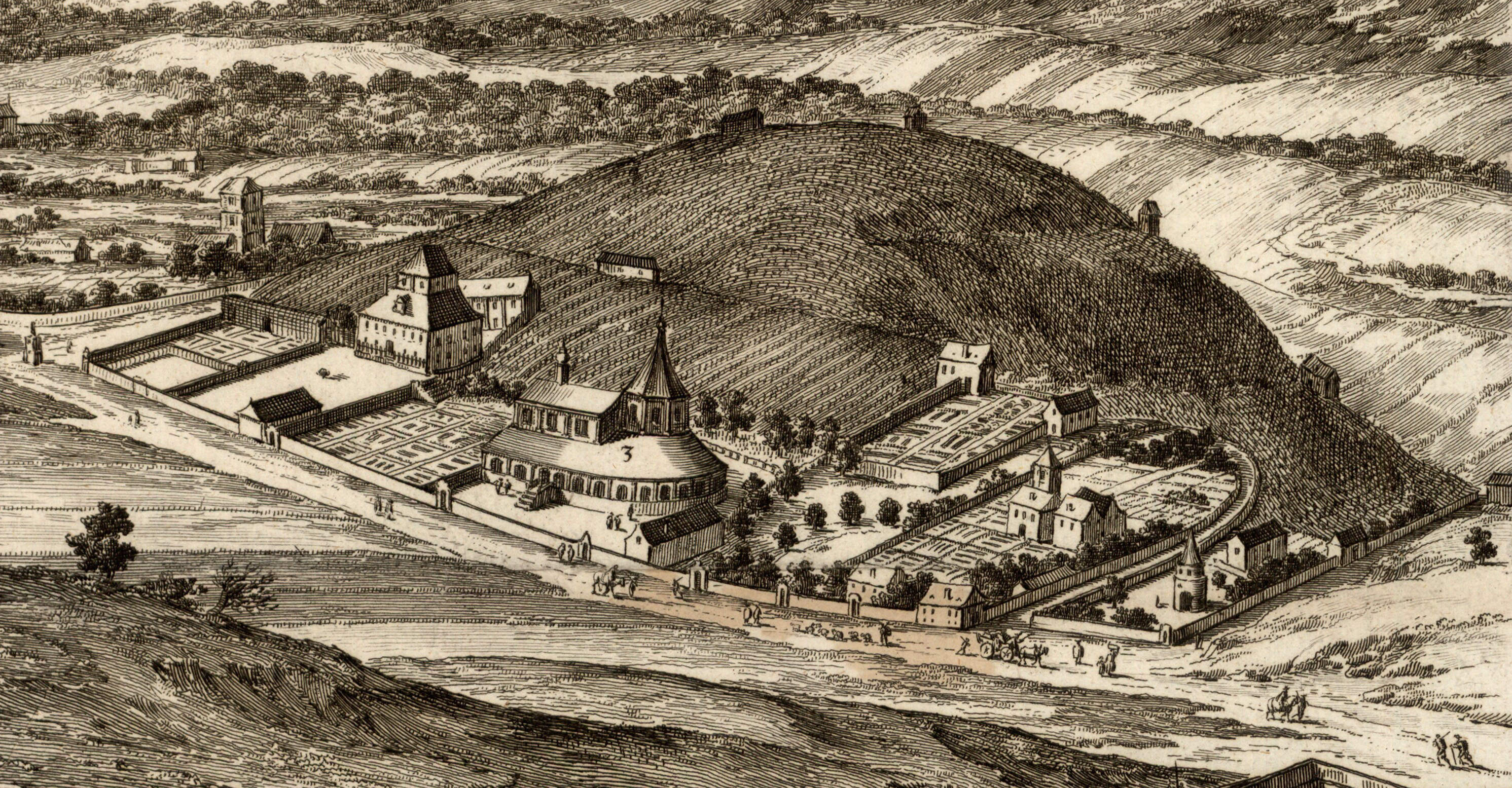
Zcela vpravo nad kruhovou stavbou (mešitou?) snad Panenská, přes cestu směrem k západu v rohu níže Malovanka, dále kaple Panny Marie Altöttinské

### Plan der Gegend vor dem Strahofer Thor der Hauptstadt Prag

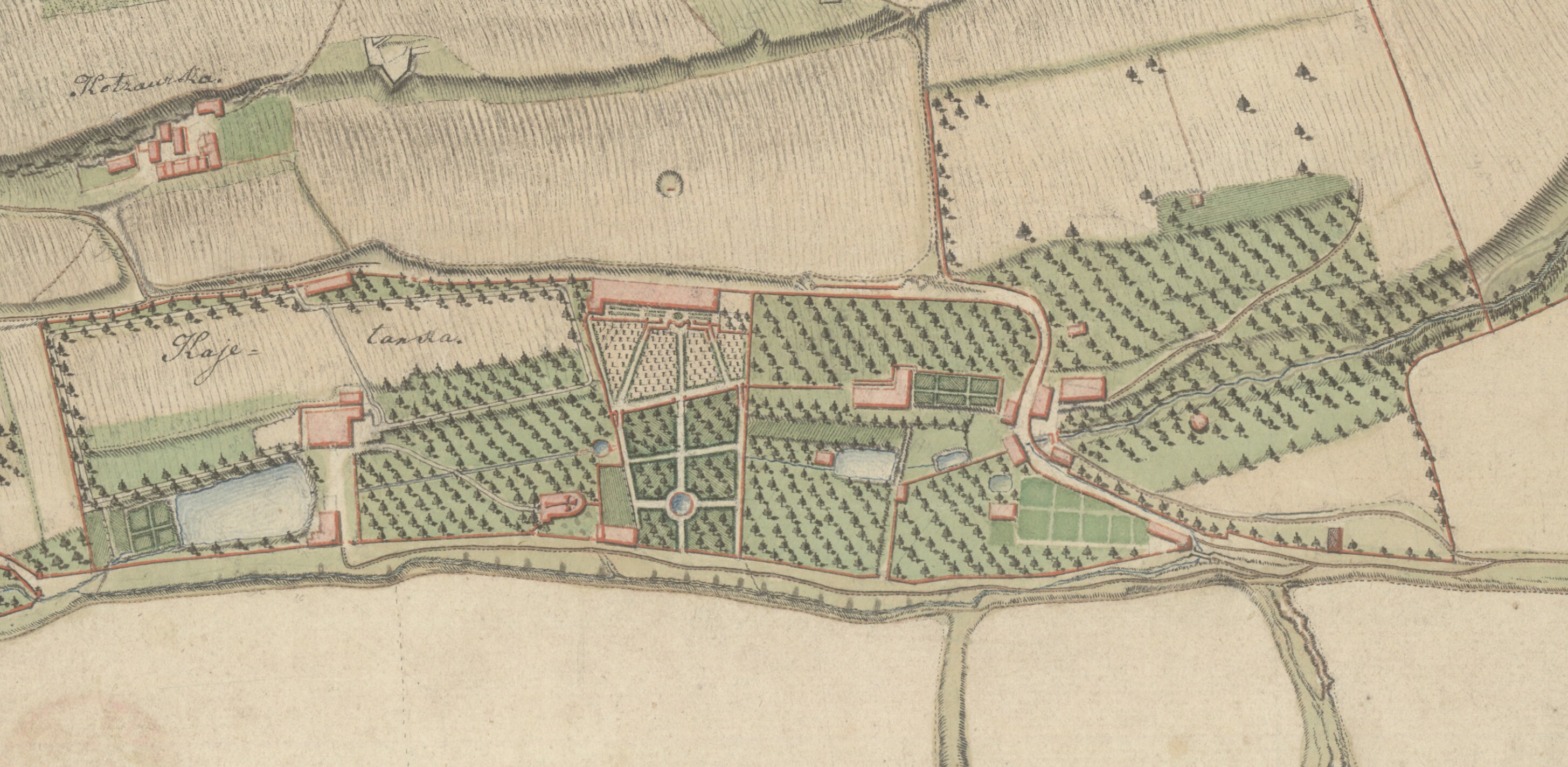
Zleva Kajetánka, kaple Panny Marie Altöttinské, Petynka, Šlajferka, Panenská I a Malovanka (pravděpodobně před rokem 1822)

### Indikační skicy a císařské otisky z let 1840–1879

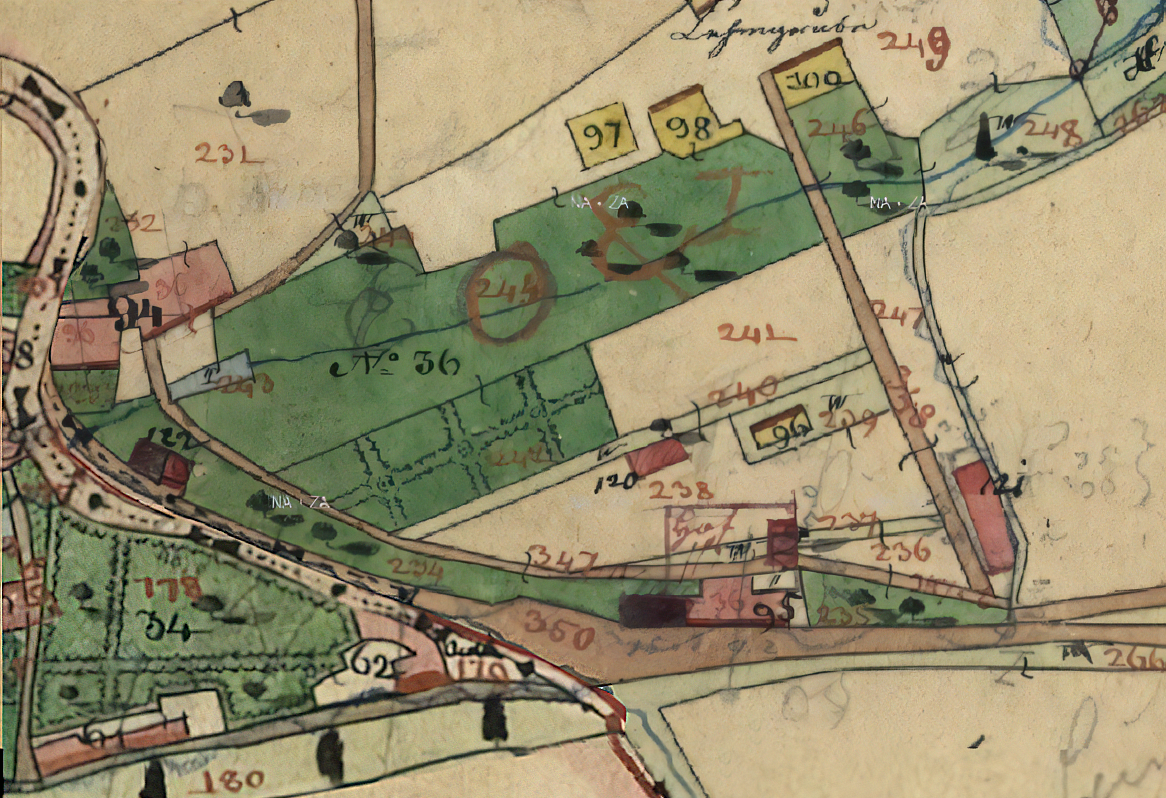
Dosud (2025) stojící objekt usedlosti Panenská s adresou Na Malovance 123/20 je zde součástí čp. 36 (parcelní číslo 94) (slepenec dvou indikačních skic stabilního katastru, 1840–1842)
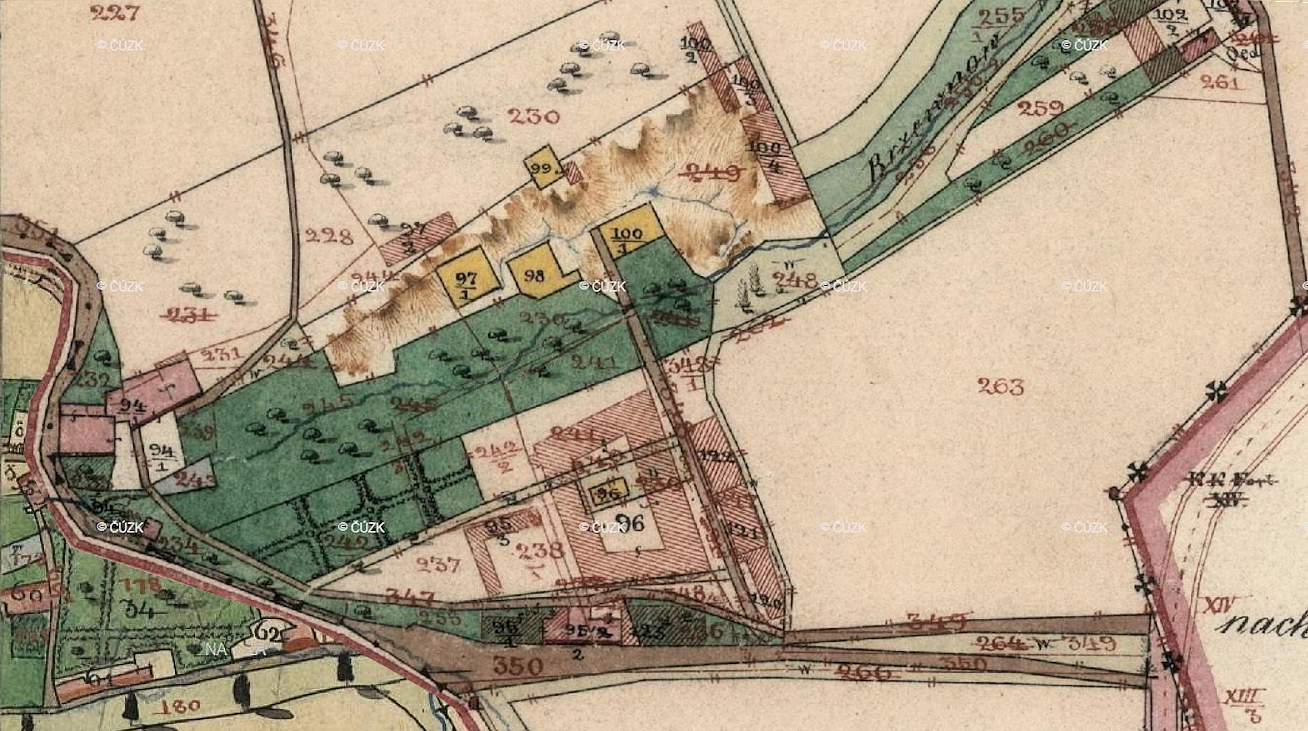
Montáž indikační skici Břevnova (1840) a reambulované skicy Střešovic, která je datována do roku 1879. Vzhledem k tomu, že hřebčinec s čp. 117 a 113 byl uveden do provozu již roku 1874 a že oba objekty (zde s čp. 96 a 123) jsou na této IS uvedeny šrafovaně, vznikla druhá skica pravděpodobně před rokem 1874
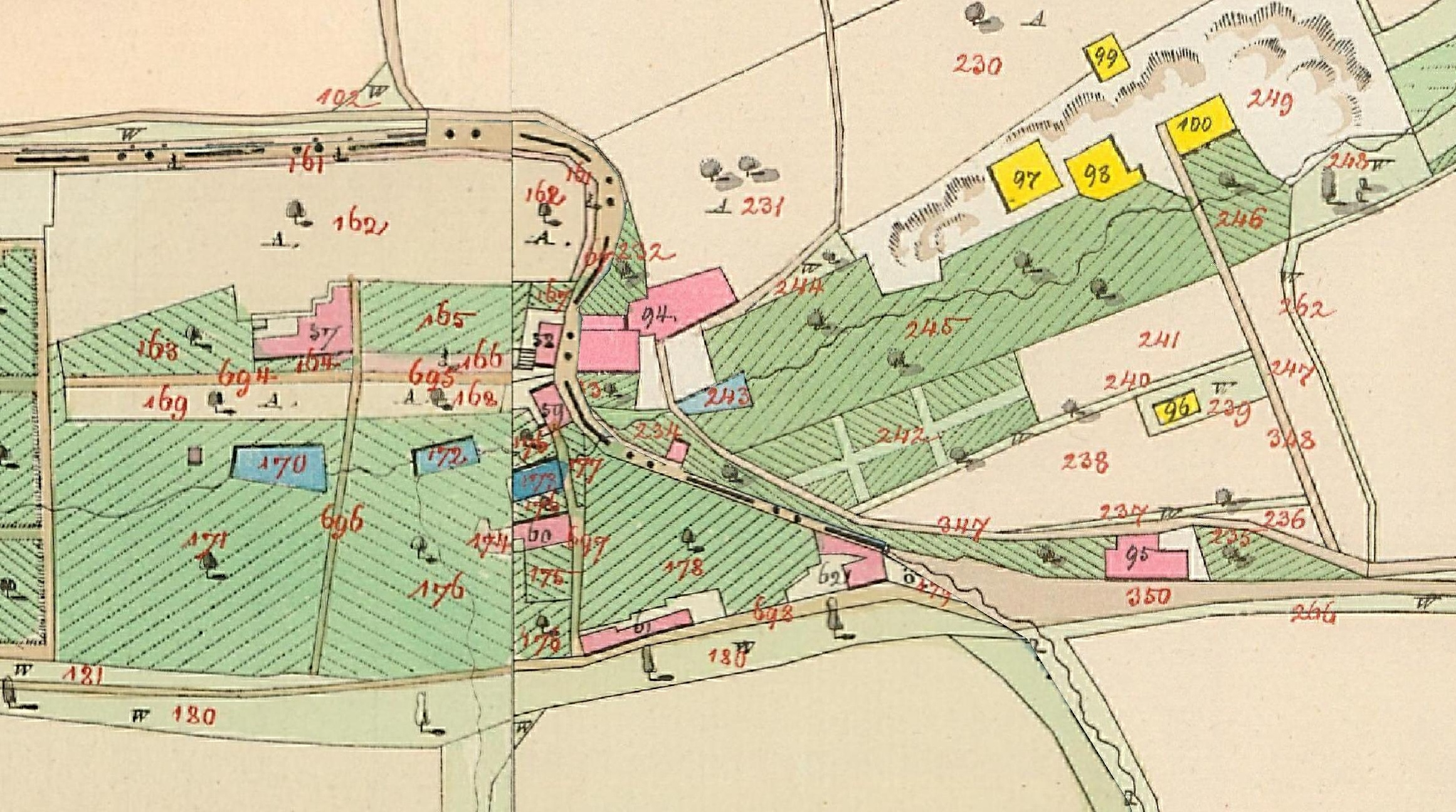
Stávající objekt čp. 123 usedlosti Panenská je zde pod parcelním číslem 94 (ještě bez stodoly, která bude přistavěna zcela vpravo) (Císařské povinné otisky stabilního katastru, 1840)
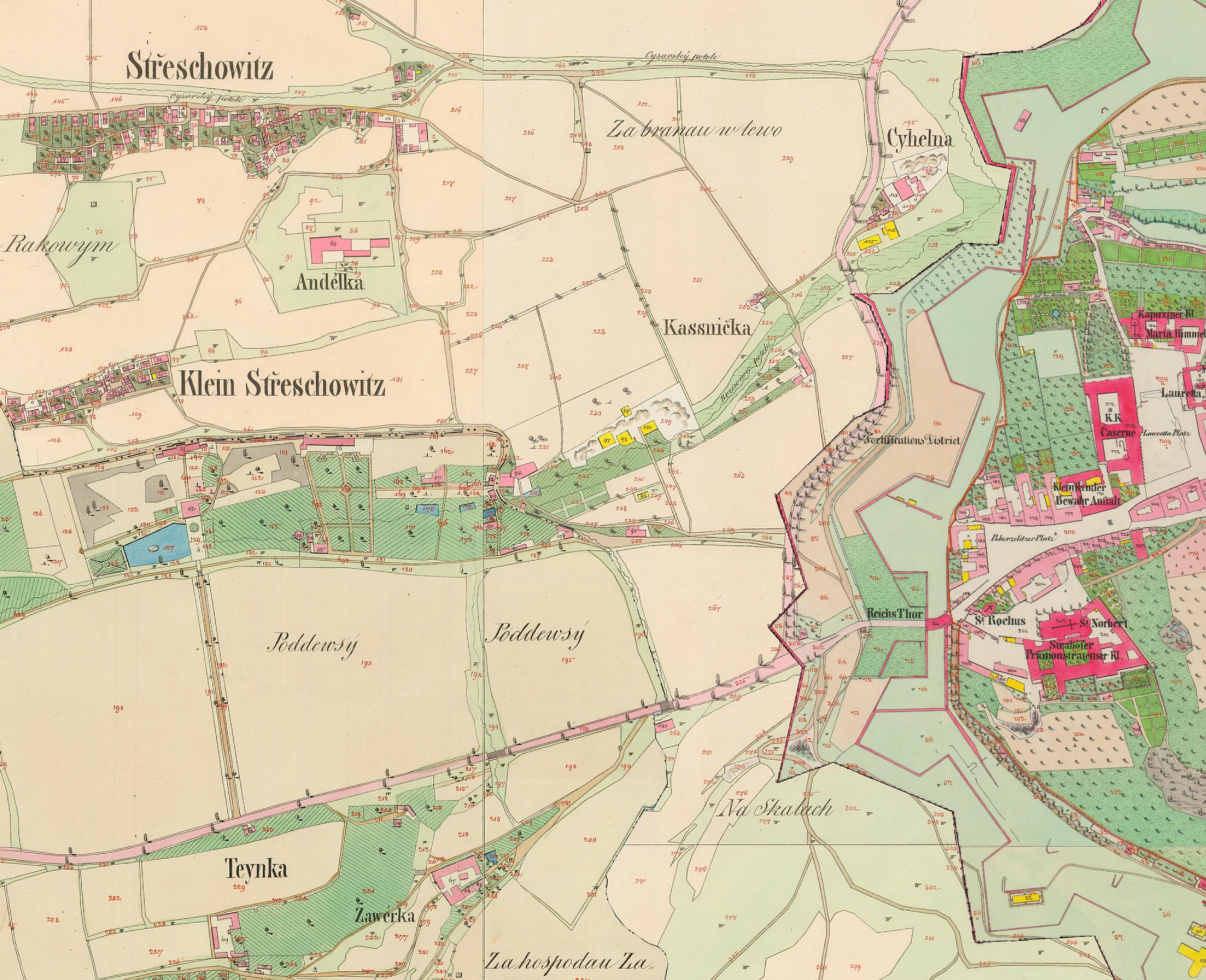
Panenská v kontextu: severovýchodně Hubálka (čp. 102), Kassnička – Kašnička (čp. 103–104), Cyhelna je cihelna strahovského kláštera (nikoli cihelna Na Panenské, ta bude stát v místě spalných staveb s čp. 97–100 a posléze pohltí i Hubálku a Kašničku))

### Mapa z roku 1926

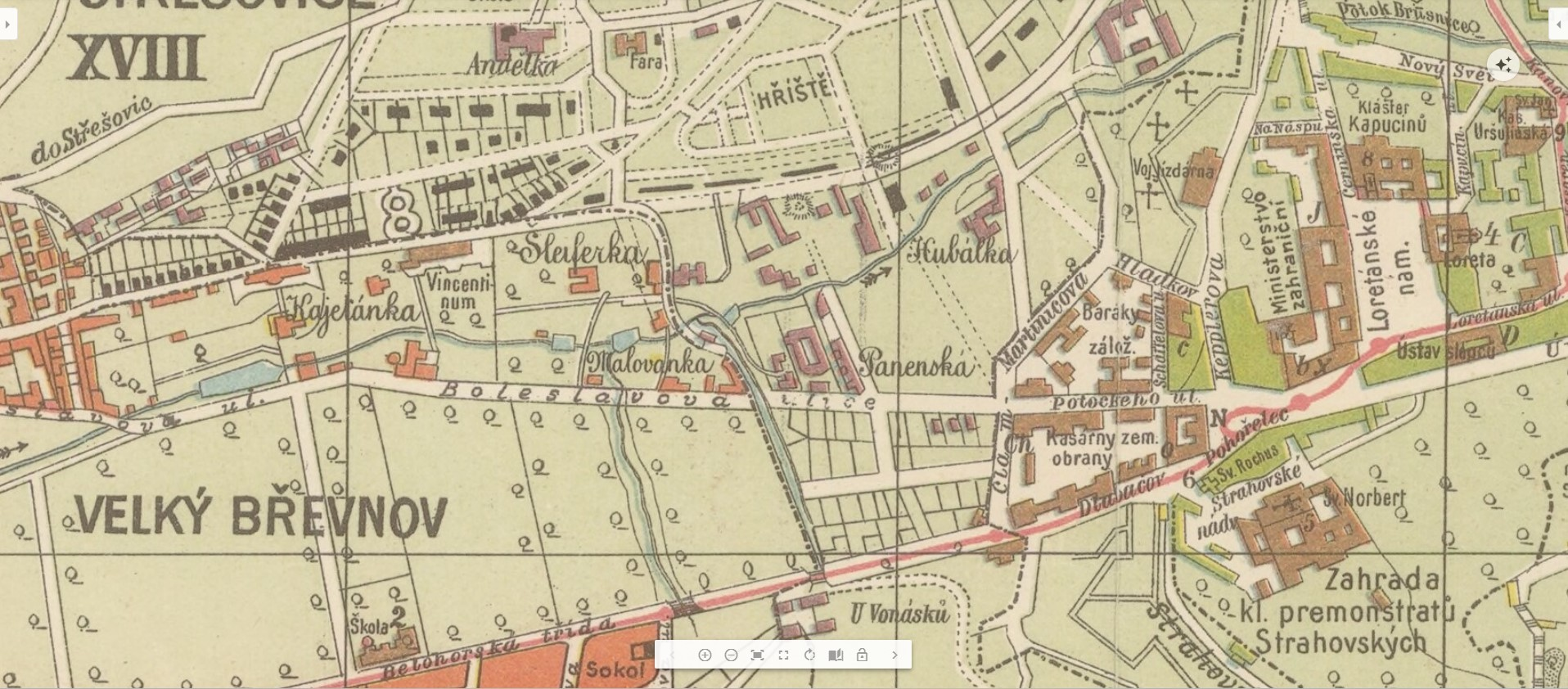
Mapa z roku 1926

Na mapě jsou zakresleny (zleva): pražské usedlosti Kajetánka (horní a dolní), Petynka (v mapě pod názvem zde dříve sídlícího ústavu Vincentinum), Šlajferka (Šleiferka, za socialismu klub Na Petynce, nyní charitní dům s kaplí), Malovanka, Panenská a Hubálka, z toho usedlosti Malovanka a Hubálka byly kompletně zbořeny (dnes je v jejich místě dopravní tepna Patočkova), z Panenské zůstala stát jedna budova (dnes s adresou Na Malovance 123/20, resp. Patočkova 123/24), která se často mylně označuje jako Malovanka. Šrafovaná čára představuje hranici čtvrtí: odděluje Břevnov (Velký Břevnov, vlevo) od Střešovic (vpravo). Nahoře vidíme taktéž zbořenou usedlost Andělka. Dole vidíme jako orientační body dosud stojící školu (dnes ZŠ Marjánka) a hospodu U Zelené brány (dříve U Vonásků).

### Mapa z roku 1945

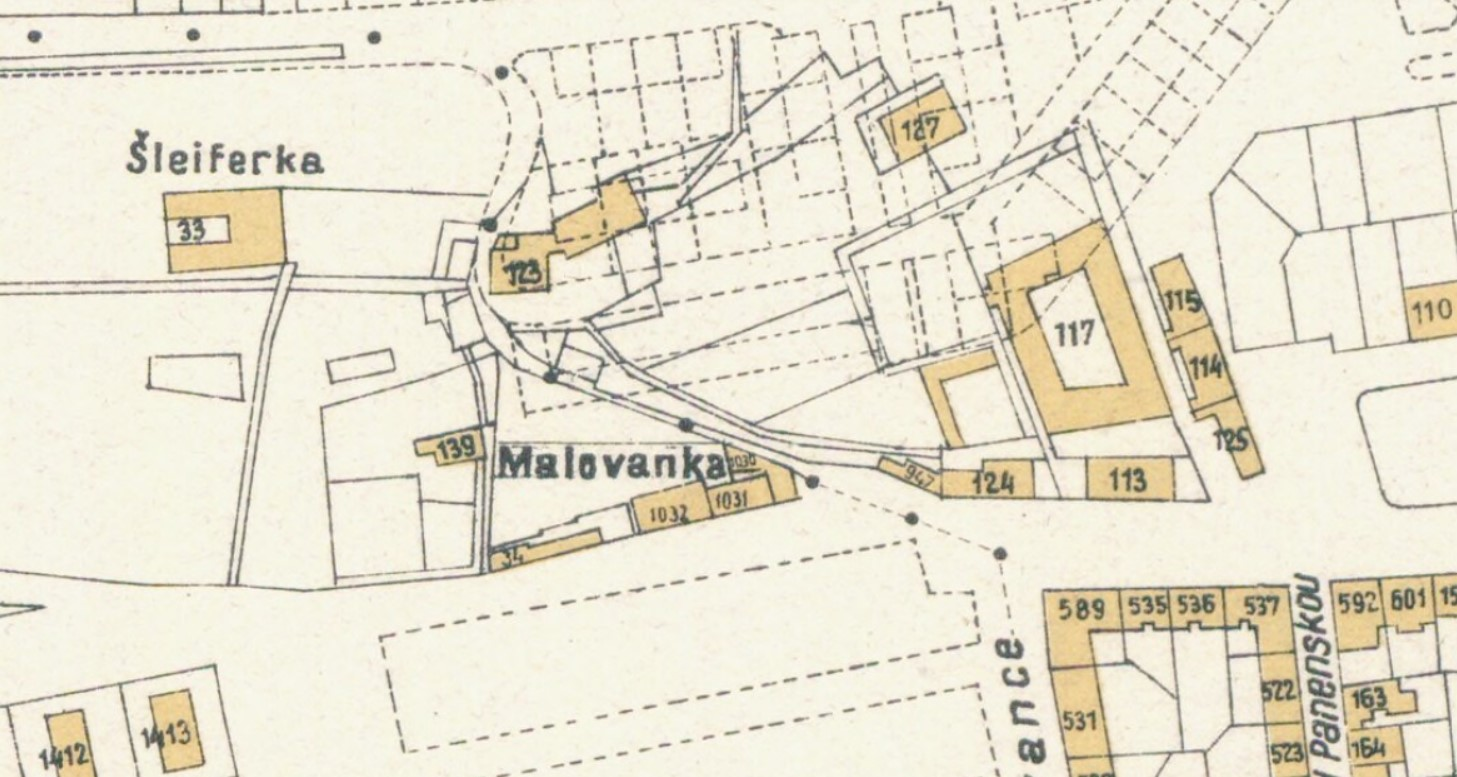
Mapa z roku 1945

Usedlosti u potoka Brusnice v roce 1945 s tehdejšími čísly popisnými. Malovanka zde má čp. (zprava – směrem od nejstaršího objektu: 1030, 1031, 1032 a 34). Objekty čp. 115, 114, 125, 947?, 124 (hospoda a byty), 113, 117 (117 - vojenský hřebčinec, později kasárna, později přestavěno na byty) a hlavní objekt usedlosti 123 (se stodolou zcela vpravo) patřily k usedlosti Panenská a až na ruinu s dnešní (2024) adresou Na Malovance 123/20 byly všechny zbořeny. Činžovní dům č. 127 byl také zbořen. (Čp. 115 se zmiňuje (již) v roce 1891.) Dosud (2024) stojící ruina, která se často označuje jako Malovanka, je Panenská, i na této mapě s čp. 123. Ukazatel domů v král. hlav. městě Praze a v obcích sousedních (1907) uvádí, že majitel čp. 123, 124, 125 a 127 je týž - František Pfeiffer; č. 114 a 115 mají jiné majitele; 113 a 117 je hřebčinec. K roku 1910 se uvádí č. 124 jako sídlo strojní cihelny, jejímž majitelem je František Pfeifer, v přízemí této budovy je zároveň i hostinec (hostinský Josef Beneš).
V Orientační knize Velké Prahy (1937) se uvádí k jednotlivým čp. tyto údaje: 
A (Panenská): 123 - "Na Malovance", činžák 127 - "Na Panenské (cihelna)" (činžovní dům stojí na místě cihlářských pecí podle publikace Umělecké památky Prahy: Velká Praha od roku 1913, údaj "cihelna" v roce 1937 je tedy zavádějící); B (Panenská): 117 (kvadratura) "Potockého - kasárny", 113 "Potockého (kasárny)", 124 "Potockého", 114 - "Na Panenské", 115 "Na Panenské", 125 "Na Panenské", 947 - není uveden (poslední uvedený dům má č. 940). C (Malovanka): U č. 34 uvádí jen "Boleslavova", u č. 1030–1032 jsou řádky prázdné. Orientační kniha Velké Prahy a Modřan (1948) uvádí pro Panenskou A jen údaj "Na Malovance", pro Panenskou B fakt, že č. 125 má již přiděleno orientační číslo, a to 2 (Na Panenské 2) a č. 114 Na Panenské 4 (ostatní budovy (A, B, C) mají místo čísel orientačních uvedeny jen pomlčky), pro Malovanku u čísel 34 i 1030–1032 pouze údaj "Radimova".  Čísla 113 a 125 jsou zanesena ještě na mapě z roku 1994.

## Zajímavost
Thormund Legis-Glückselig (1853) zmiňuje kruhovou stavbu v popředí pozemku usedlosti, což měla být mešita perských tkalců, kteří v roce 1370 přijeli na velbloudech do Prahy a usídlili se v zahradě Panenské.

## Galerie

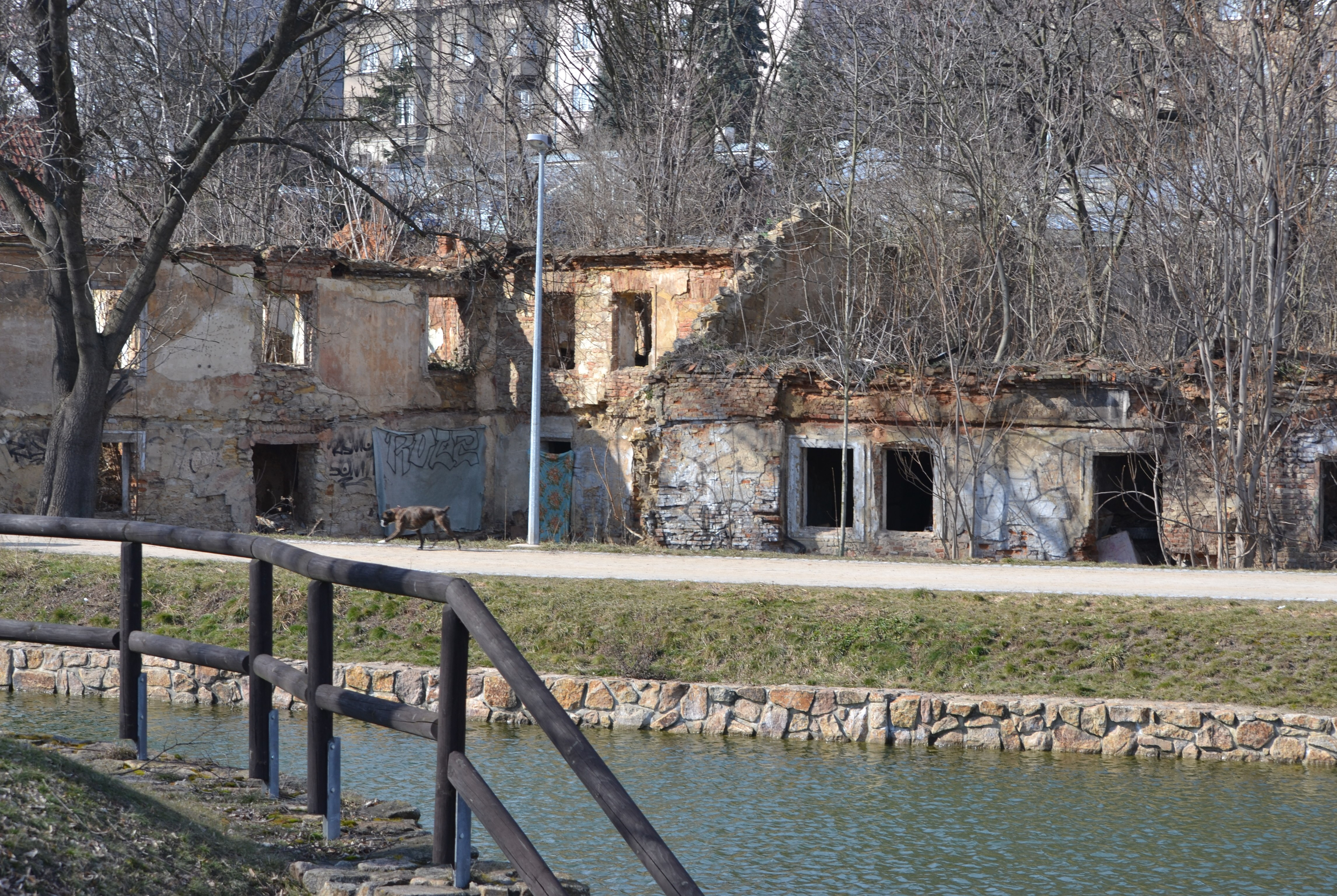
Ruina usedlosti Panenská (často chybně označovaná jako Malovanka) (2014)
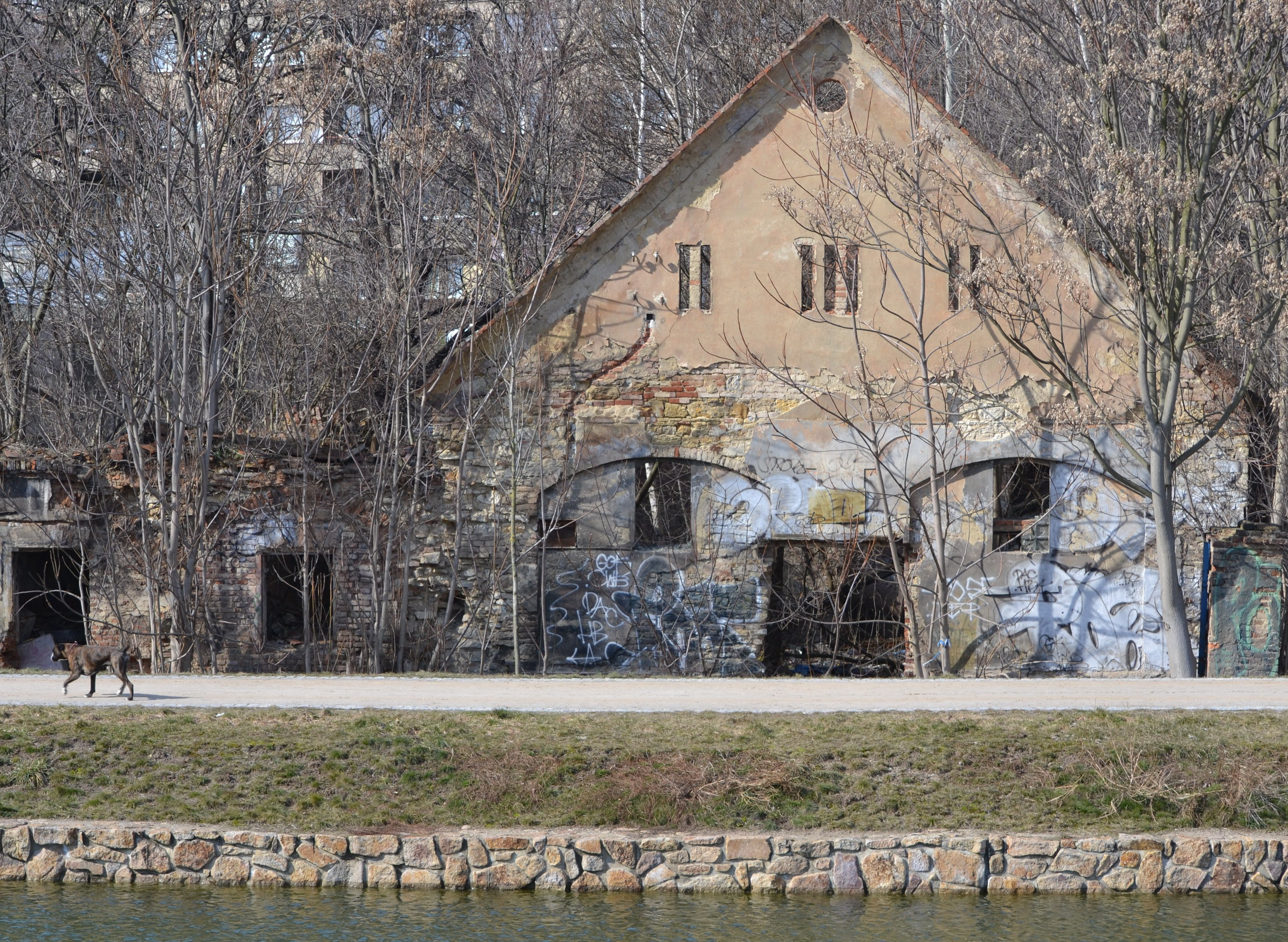
Ruina usedlosti Panenská (stodola, 2014)
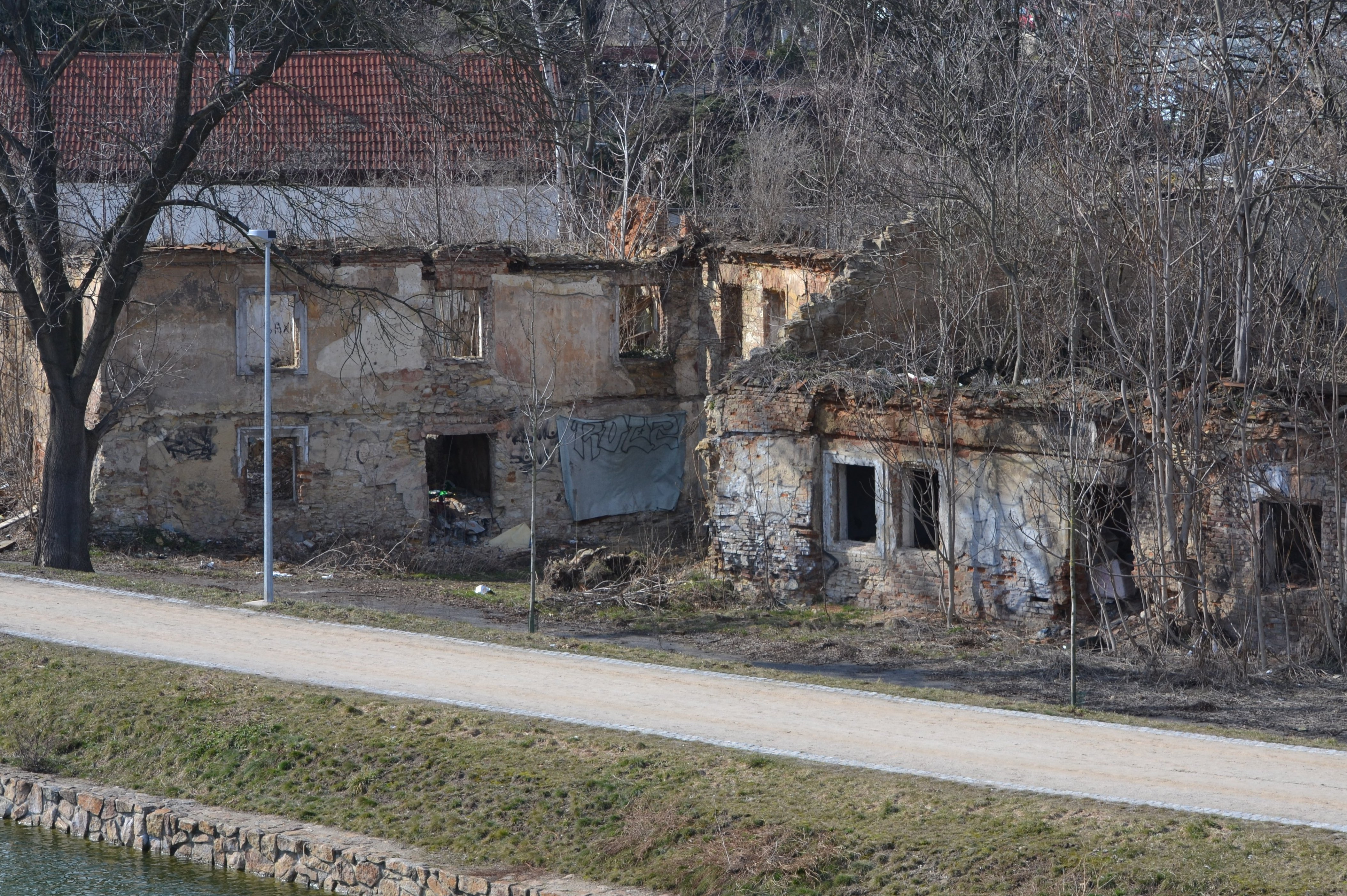
Ruina usedlosti Panenská (2014)
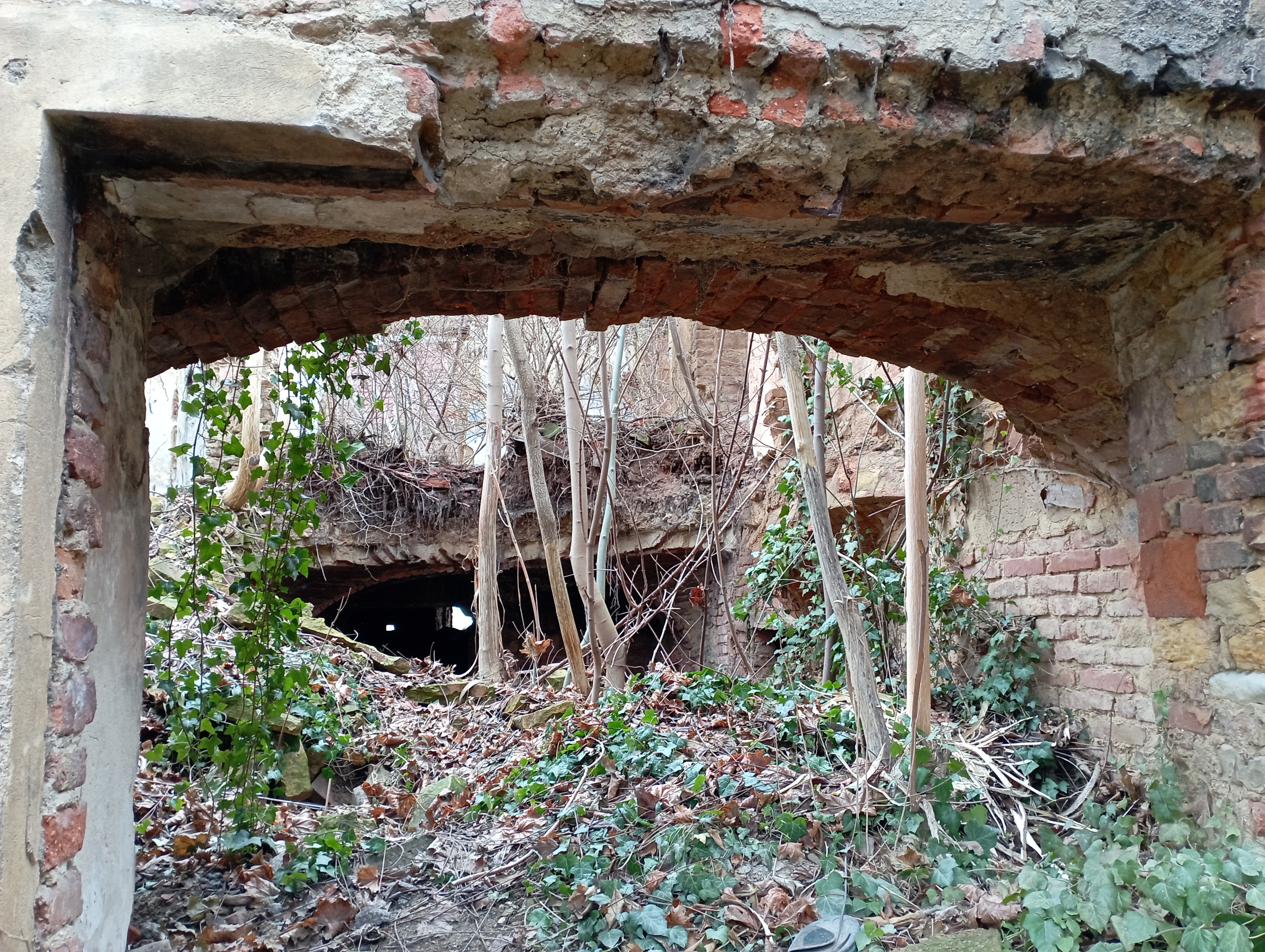
Foto z někdejšího interiéru (2024)
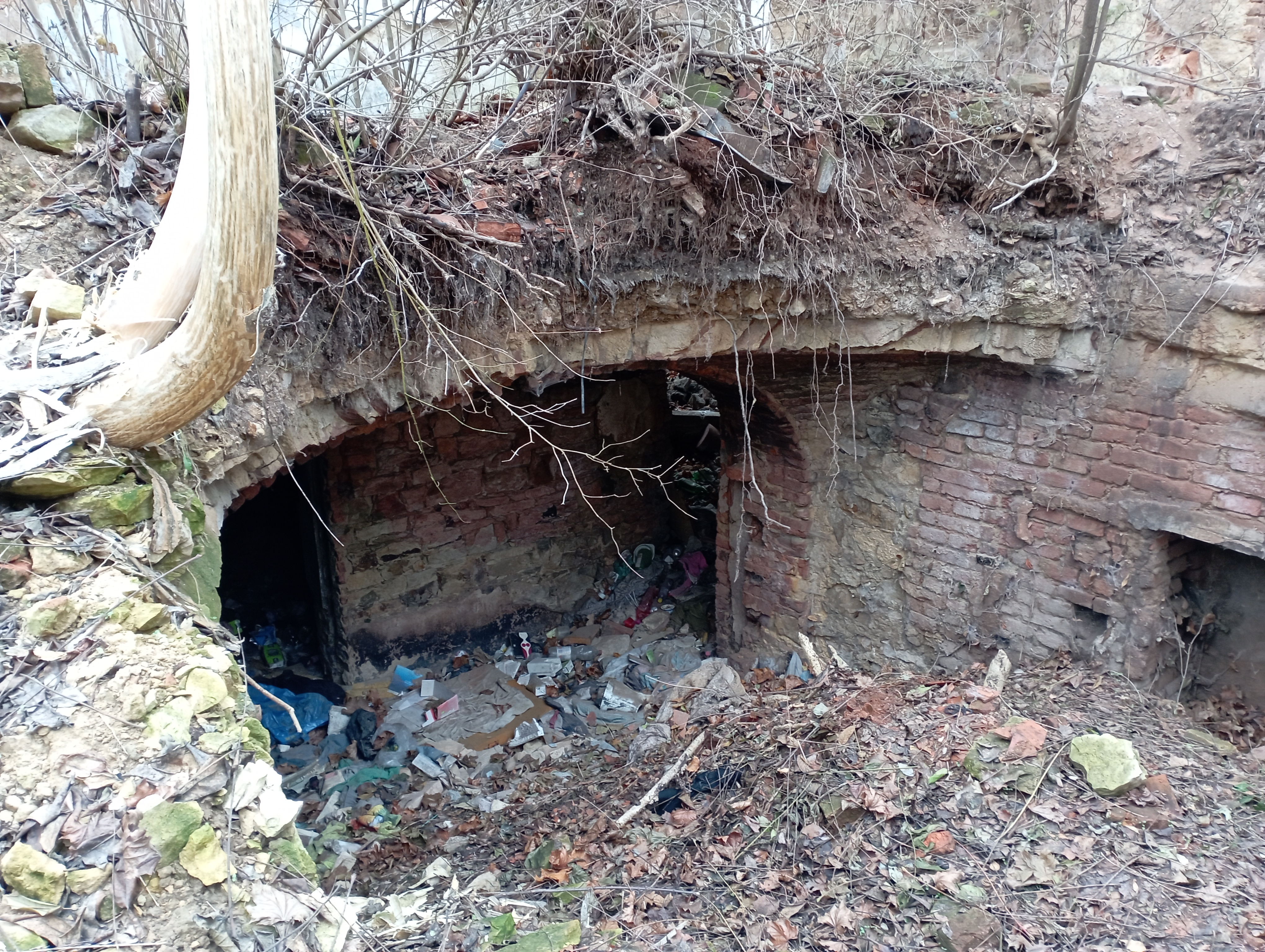
Foto z někdejšího interiéru, v současnosti většinou plného odpadků (2024)
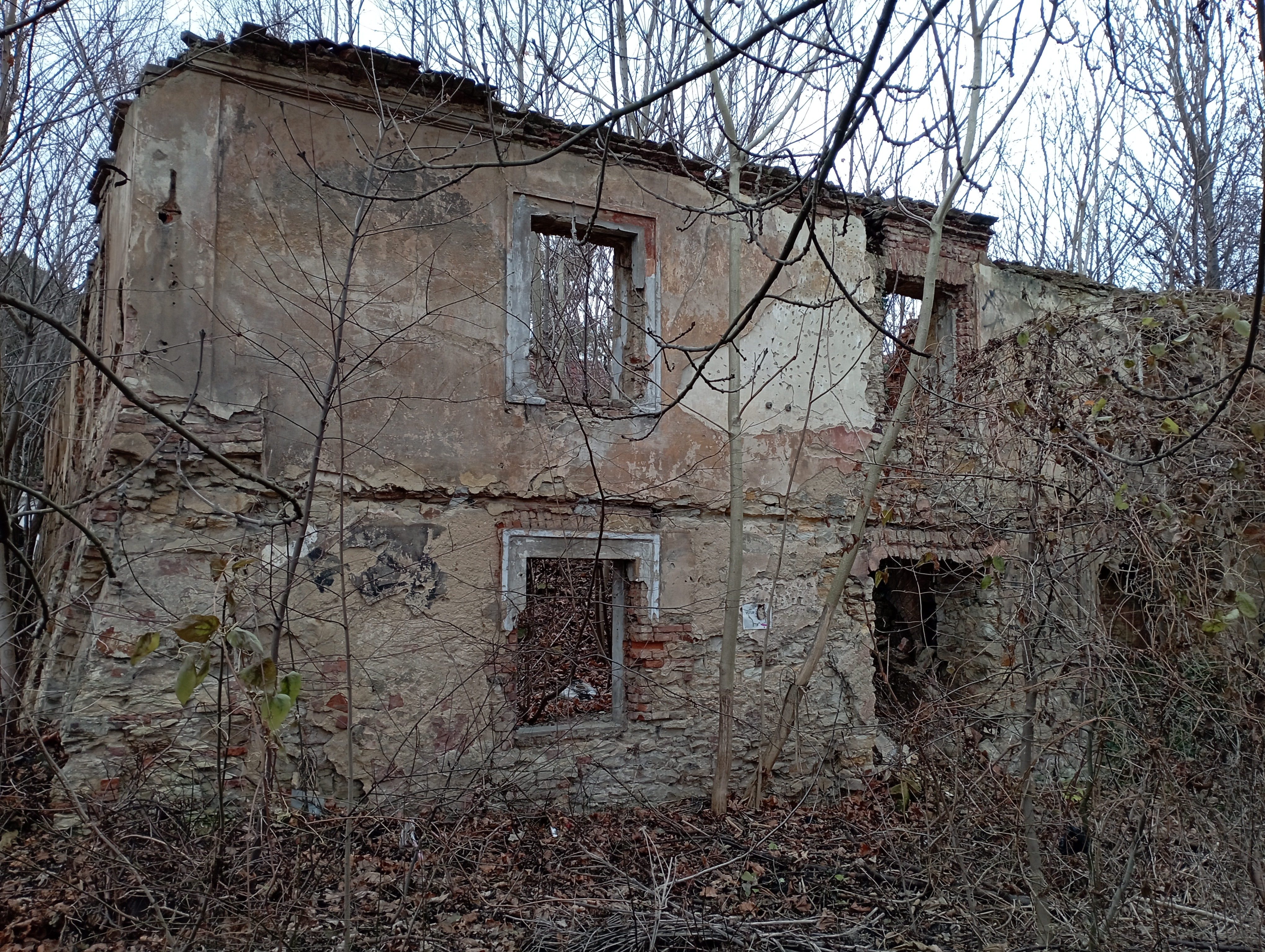
Patrová obytná budova (pohled od východu, 2024; na rohu jsou patrné zbytky opěrákem zesíleného nároží)
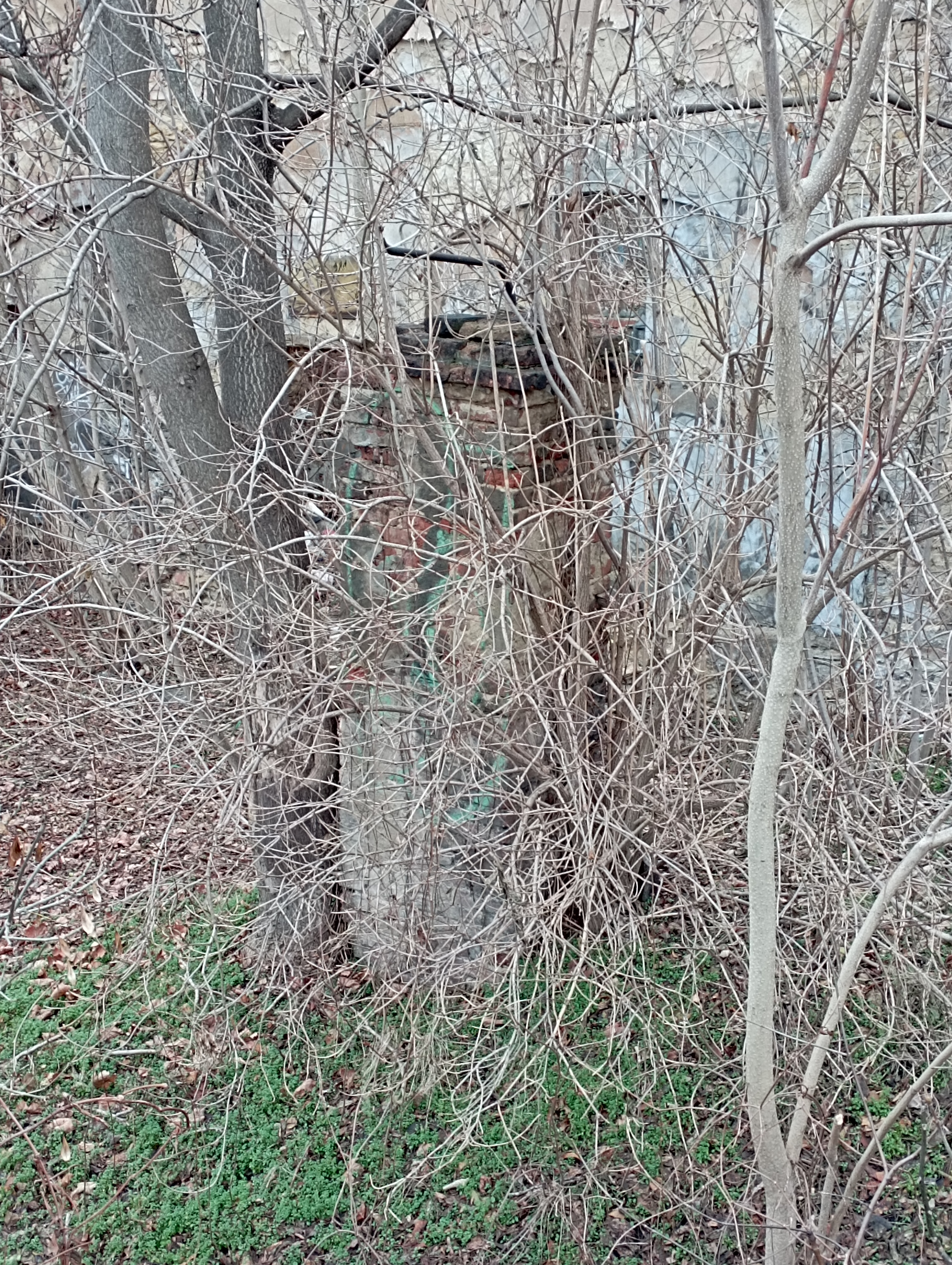
Sloupek – pozůstatek vrat, jimiž se vjíždělo do sběrny surovin (2024)
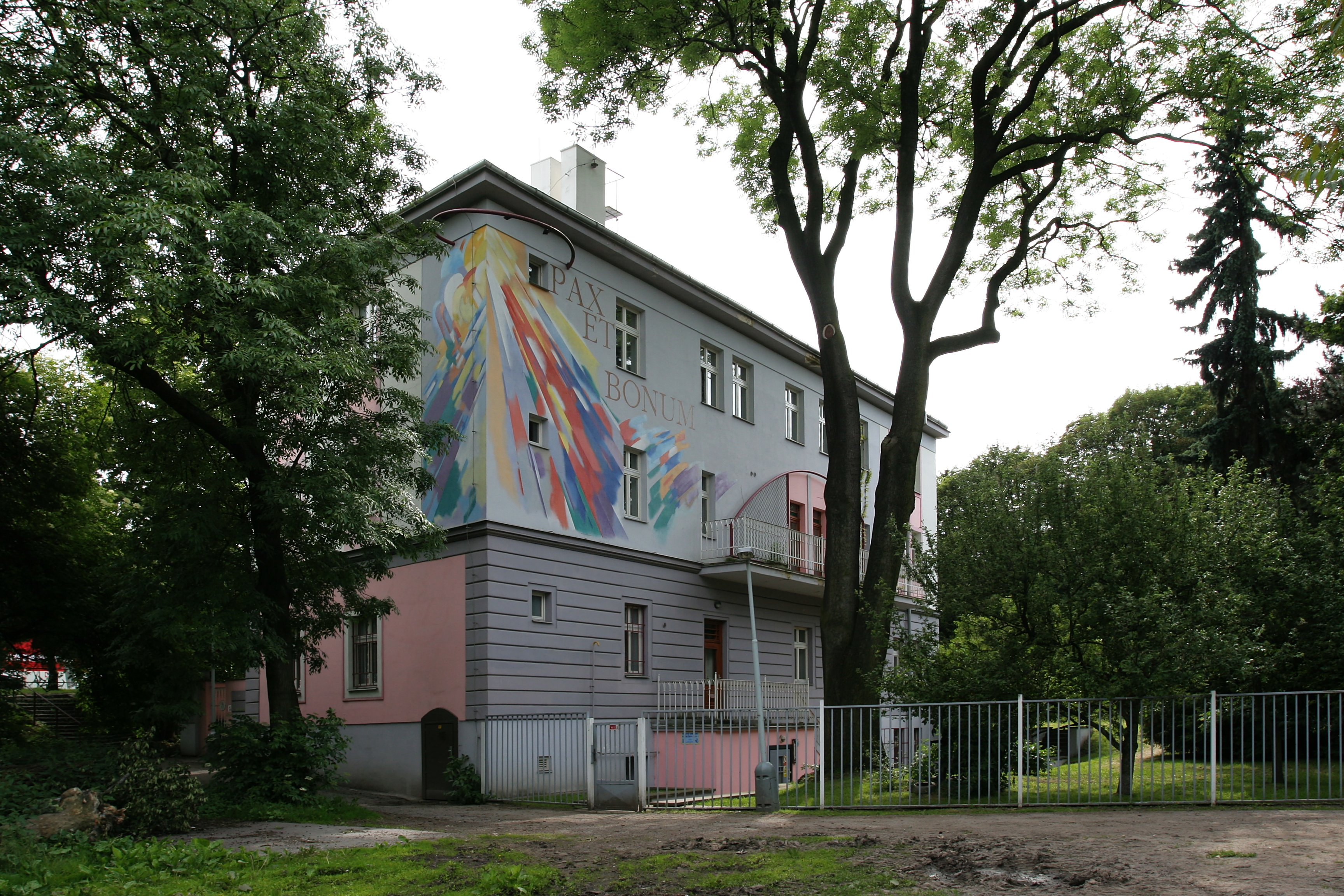
Sousední objekt Alemanka – katolický domov mládeže a hostel (Patočkova 26/139, foto 2006)